# Christoph Preuß
Christoph Preuß (Gießen, 4 juli 1981) is een voormalig Duitse voetballer. De middenvelder speelde voor Eintracht Frankfurt, Bayer Leverkusen en VfL Bochum.
Hij maakte zijn debuut met Bayer Leverkusen in de Bundesliga op 5 oktober 2002 in de verloren wedstrijd tegen VfL Wolfsburg. Op 29 november 2003 heeft hij zijn eerste doelpunt in de Bundesliga gemaakt in de gewonnen thuiswedstrijd met Eintracht Frankfurt tegen opnieuw VfL Wolfsburg. De eindstand was 3-2.

## Carrière
| Seizoen        | Club                | Land      | Competitie    | Wed. | Goals |
| -------------- | ------------------- | --------- | ------------- | ---- | ----- |
| 2000/01        | Eintracht Frankfurt | Duitsland | 2. Bundesliga | 21   | 1     |
| 2001/02        | Eintracht Frankfurt | Duitsland | 2. Bundesliga | 31   | 4     |
| 2002/03        | Bayer Leverkusen    | Duitsland | Bundesliga    | 4    | 0     |
| 2003/04        | Bayer Leverkusen    | Duitsland | Bundesliga    | 0    | 0     |
| 2003/04        | Eintracht Frankfurt | Duitsland | Bundesliga    | 29   | 3     |
| 2004/05        | VfL Bochum          | Duitsland | Bundesliga    | 30   | 2     |
| 2005/06        | Eintracht Frankfurt | Duitsland | Bundesliga    | 23   | 1     |
| 2006/07        | Eintracht Frankfurt | Duitsland | Bundesliga    | 14   | 1     |
| 2007/08        | Eintracht Frankfurt | Duitsland | Bundesliga    | 7    | 0     |
| 2008/09        | Eintracht Frankfurt | Duitsland | Bundesliga    | 0    | 0     |
| 2009/10        | Eintracht Frankfurt | Duitsland | Bundesliga    | 3    | -     |
| Totaal         | Totaal              | Totaal    | Totaal        | 162  | 12    |
| Bijgewerkt tot | 31 januari 2010     |           |               |      |       |